# Kenny Mitchell
Kenny Mitchell (* 7. Februar 1960 in Kalifornien, USA) ist ein ehemaliger US-amerikanischer Boxer im Superbantamgewicht. 

## Profi
Am 13. Januar im Jahre 1981 gab er erfolgreich sein Profidebüt. Am 29. April des Jahres 1989 wurde er Weltmeister der WBO, als er Julio Gervacio durch einstimmige Punktentscheidung bezwang. Diesen Gürtel verteidigte er im darauffolgenden Jahre gegen Simon Skosana und verlor ihn an Valerio Nati.
Im Jahre 1996 beendete er seine Karriere.